# Johann Lieber
Niko Johann Lieber (* 15. April 2004 in Klagenfurt) ist ein österreichischer Fußballspieler.

## Karriere

### Verein
Lieber begann seine Karriere beim SK Austria Klagenfurt. Im Jänner 2012 wechselte er zum FC Welzenegg. Zur Saison 2013/14 schloss er sich dem Annabichler SV an. Im Jänner 2016 wechselte er in die Jugend des SK Sturm Graz. Bei Sturm durchlief er dann ab der Saison 2018/19 auch sämtliche Altersstufen in der Akademie.
Zur Saison 2021/22 rückte Lieber in den Kader der Amateure der Grazer. Für diese debütierte er im Juli 2021 in der Regionalliga. Bis Saisonende kam er zu sieben Einsätzen, mit Sturm II stieg er in die 2. Liga auf. Nach dem Aufstieg gab er dann im März 2023 sein Zweitligadebüt, als er am 21. Spieltag gegen den Grazer AK in der 73. Minute für Senad Mustafić eingewechselt wurde. Insgesamt kam er zu 21 Zweitligaeinsätzen. Nach der Saison 2023/24 verließ er Sturm.
Zur Saison 2024/25 wechselte Lieber anschließend zum Regionalligisten FC Gleisdorf 09.

### Nationalmannschaft
Lieber spielte im Oktober 2018 erstmals für eine österreichische Jugendnationalmannschaft. Im September 2021 debütierte er gegen Deutschland im U-18-Team.